# Ховд (река)
Ховд (устар. Кобдо-Гол, монг. Ховд гол) — река в Монголии. Берёт начало из озера Хурган-Нуур, собирая воду со склонов Монгольского Алтая и его отрогов. Протекает по Монгольскому Алтаю и его предгорьям на Западе Монголии. Является одной из крупнейших рек Монголии. Даёт название городу Ховд и аймаку Ховд.

## Течение

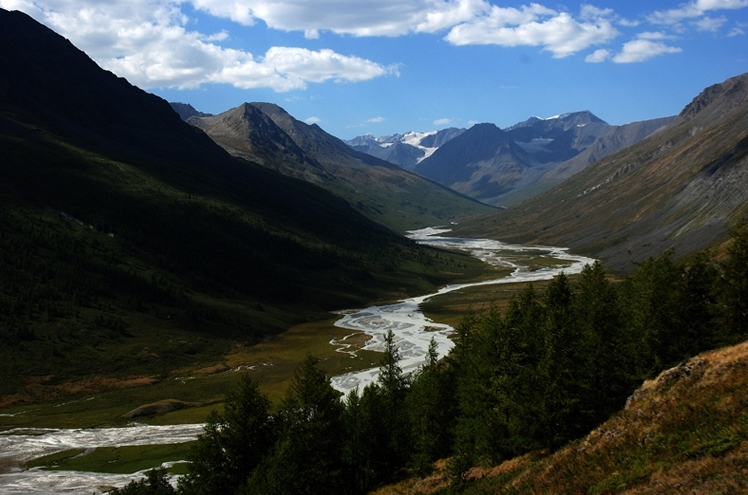
Характерная глубокая долина реки Ховд

Река берёт начало из озера Хурган-Нуур у подножья высочайших вершин Монгольского Алтая. Само озеро Хурган-Нуур (Хургон-Нур) является продолжением расположенного выше озера Хотон-Нуур. Питание реки в подавляющем большинстве ледниковое. Обширная подветренная горная страна западной Монголии имеет несколько пониженное количество осадков. В нижнем течении питание реки становится преимущественно грунтовым. Крупнейшие притоки — Цагаан-Гол, Согоо-Гол, Сагсай-Гол, Усаны-Холайн-Гол (несёт воду из озера Ачит-Нуур). Обширная дельта реки заболочена, покрыта тростником и осокой. Заканчивается река в пресном озере Хар-Ус-Нуур, относящемуся к Котловине Больших Озёр, и являющемся особо охраняемым объектом под эгидой ЮНЕСКО.
Средняя ширина реки — от 80 до 140 м, глубина — от 1,5 до 3 м. Русло сильно сглажено. Несмотря на горный рельеф, в верхнем и среднем течении река практически не имеет порогов и малоинтересна для любителей экстремальных сплавов. В русле реки в верхнем течении лиственничная сухая тайга, в нижнем течении — уникальные для региона тугайные леса. На прилегающих территориях карагановые степи. Пойма местами заболочена, русло реки извилисто, имеет множество проток, нередки плёсы. На равнинных местах в нижней части течения к реке подступают песчаные степи. В таких местах в реку впадает множество ручьёв, питающихся подземными водами. В реке в изобилии водится хариус и чёрный осман.
Долина реки относительно плотно населена (по критериям Монголии), так в верхнем течении реки на ней расположены центры сомонов Цэнгэл, Улаанхус, Сагсай, город Улгий (столица аймака Баян-Улгий), центр сомона Бугат. После выхода реки на опустыненную равнину поселений вдоль реки становится меньше: центры сомонов Ховд (Убсунурский аймак), Баяннур (аймак Баян-Улгий), Мянгад (Кобдоский аймак). На берегах реки в пределах верхнего течения обитают казахи, монголоязычные урянхайцы, за пределами Монгольского Алтая на берегах реки обитают монгольские народности дербеты, олёты, мянгаты.
В водосборный бассейн реки входит крупное озеро — Тал-Нуур.